# 越水城
越水城（こしみずじょう）は、摂津武庫郡（兵庫県西宮市）にあった日本の城。現在は西宮市立大社小学校に案内看板・石碑が建っている。

## 沿革

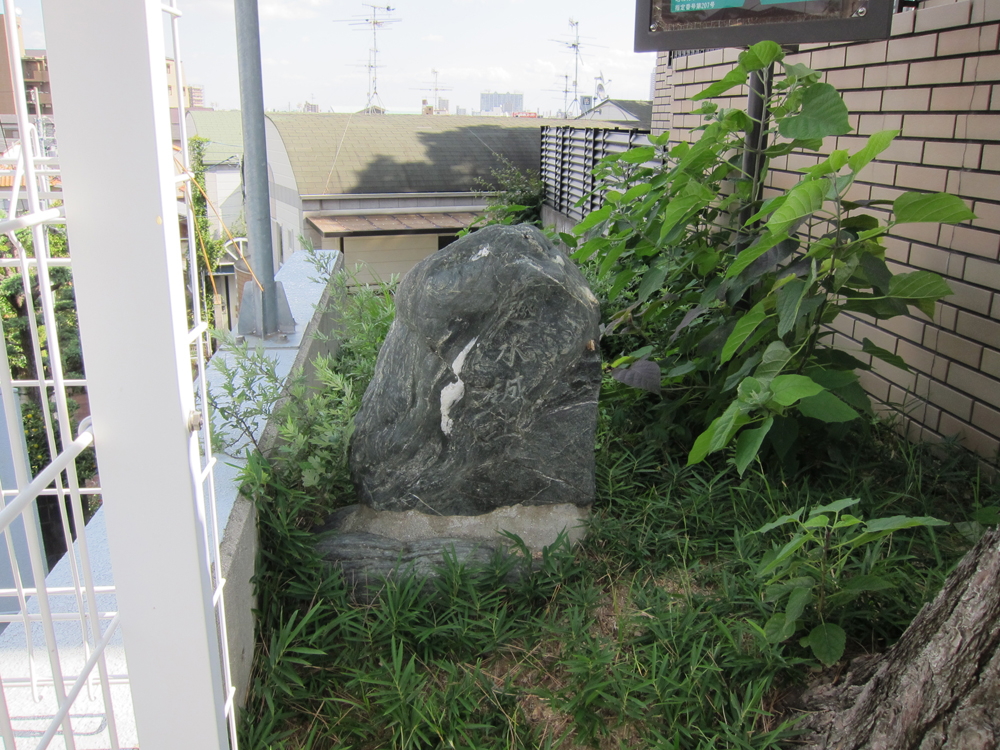
西宮市の保護樹木に指定されているクロマツの脇にある越水城跡の石碑

### 瓦林氏と三好氏の争い
永正13年（1516年）に瓦林城主の瓦林正頼が築城した。
永正15年（1518年）に管領細川高国を軍事的に支えていた大内義興が京を離れ周防に帰国すると、翌永正16年（1519年）11月に阿波に撤退していた細川澄元と阿波守護代の三好之長が挙兵し（両細川の乱）、瓦林正頼の越水城を落とした。しかし、永正17年（1520年）5月、三好之長が細川高国に討たれると（等持院の戦い）、越水城も瓦林氏に戻ったとみられる。
大永7年（1527年）澄元の子・細川晴元が三好元長と共に上洛すると（桂川原の戦い）、越水城は三好氏に奪われたと考えられる。
享禄5年（1532年）、三好元長が一向一揆に討たれると、天文2年（1533年）9月6日瓦林氏の一族が一向衆と結託して阿波篠原氏の守る越水城を取り返しているが、同23日に三好伊賀守に奪い返された。

### 三好政権
越水城は、三好氏の本国阿波と畿内とを結ぶ重要な拠点であり、天文8年（1539年）8月には、元長の子、三好長慶が居城としている。天文10年（1541年）9月、伊丹城の伊丹親興が越水城に攻め寄せたが長慶はこれを撃退している（太平寺の戦い）。
六角義賢の書状

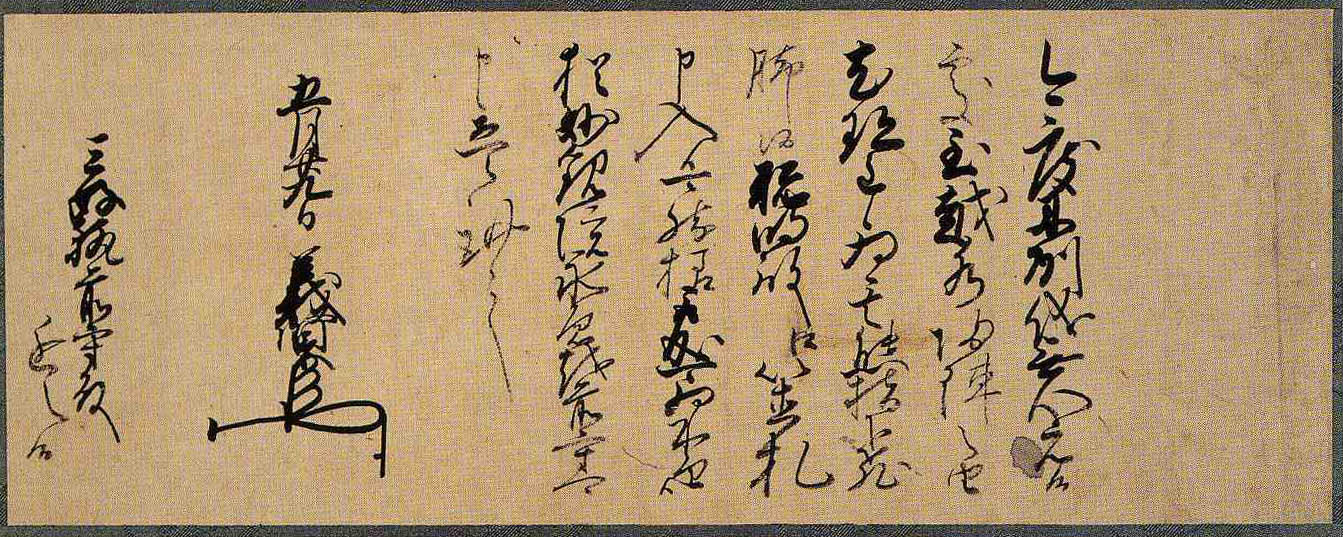
六角義賢書状／安土城考古博物館所蔵

この書状は、天文21年（1552年）5月29日に近江の六角義賢が当時の越水城主三好長慶に送った書状。江口の戦いで長慶によって京を追われた細川晴元は六角義賢の仲介によって和解した。その条件は、晴元は出家し息子の聡明丸（後の細川昭元）に家督を継ぎ、成人するまでは高国の子・細川氏綱に管領職を任せるという内容であった。この書状の内容は、仲介役を果たした義賢が聡明丸の処遇を長慶に相談したものになる。書状の2行目に「越水帰陣」という記載が見受けられる。その書状が届いた後、聡明丸は越水城に移動することになる。
天文22年（1553年）長慶は居城を京に近い芥川山城に移し、越水城には松永久秀を置いた。その後、松永久秀は滝山城を改修し、長慶を招いた。
三好長慶の死後は、芥川山城に入った三好長逸（三好三人衆）と松永久秀が反目し、永禄9年（1566年）2月、東大寺大仏殿の戦いにおいて、松永方の瓦林三河守が越水城主となっていたが、永禄9年（1566年）6月に阿波・讃岐の軍勢を引き連れた三好家の重臣・篠原長房により落城し、その居城となった。この時、足利義栄（後の14代将軍）が9月23日に越水城に入城し、12月5日には摂津富田の総持寺に、同月7日には普門寺に入っている。

### 篠原長房の拠点
篠原長房は越水城を拠点として摂津、大和など各地に転戦したが、永禄11年（1568年）15代将軍足利義昭を擁立した織田信長が9月7日に岐阜城を出立、12日に六角義賢の近江観音寺城が陥落（観音寺城の戦い）、25日に大津まで進軍すると長房と三人衆の軍は崩壊、29日に山城勝龍寺城の岩成友通が降伏、30日に摂津芥川山城の細川昭元・三好長逸が退去、10月2日には長房も越水城を放棄し、阿波へ落ち延びた。越水城には足利義昭が入城した。足利義昭がその後帰京して将軍になると、近江の国人和田惟政が守った。
しかし、元亀元年（1570年）9月篠原長房が阿波、讃岐勢2万を率い再び摂津に上陸（野田・福島の戦い）、瓦林城を落とし、越水城を奪い返した。同年12月、織田信長と篠原長房の間で和議が成立し、長房は阿波へ軍を退いた。
篠原長房は、元亀2年（1571年）9月には、荒木村重、中川清秀、松永久秀と共に和田氏の高槻城（摂津）を包囲している（白井河原の戦い）。しかし元亀4年（1573年）5月、篠原長房は主君三好長治により居城の阿波上桜城を攻撃され、籠城戦の後7月に自害した（上桜城の戦い）。

### 越水城の廃城
その後、荒木村重が三好氏から越水城を奪ったと推測されるが定かではない。
西宮衆は、越水城のような大きな城があることで幾度も合戦が行われ、土地が荒廃することに嫌気が差していた。西宮衆はかねてより信長に金品を献上しており、越水城を廃城にして欲しいと願い出たのではないかという説もある。
いずれにしても、この後信長の命により越水城、瓦林城は廃城となり、西宮は商業都市としてながらく発展していくことになる。

## 越水城の戦い
|       | 勝者           | 敗者           | 合戦開始年                                            |
| ----- | -------------- | -------------- | ----------------------------------------------------- |
| 第1次 | 三好之長       | 瓦林正頼       | 永正16年（1519年）11月21日 - 永正17年（1520年）2月2日 |
| 第2次 | 瓦林衆と一向衆 | 篠原某         | 天文2年（1533年）9月6日                               |
| 第3次 | 三好伊賀守     | 瓦林衆と一向衆 | 天文2年（1533年）9月23日                              |
| 第4次 | 三好長慶       | 伊丹親興       | 天文10年（1541年）10月2日                             |
| 第5次 | 篠原長房       | 瓦林三河守     | 永禄9年（1566年）6月23日 - 7月13日                    |
| 第6次 | 篠原長房       | 瓦林三河守     | 元亀元年（1570年）9月28日                             |

元亀元年の戦いは越水城ではなく瓦林城ではなかったのかという説もある。

## 城主
- 瓦林正頼：細川高国の家臣。永正13年（1516年）、越水城を築城した。
- 三好之長：細川澄元の家臣。永正17年（1520年）、等持院の戦いに敗れ死去。（第1次）
- 瓦林正頼：永正17年（1520年）、高国から謀反の疑いを掛けられ自害。
- 三好元長：三好之長の孫。享禄5年/天文元年（1532年）、細川晴元に裏切られ敗死。
- 篠原某：三好家の重臣。天文2年（1533年）9月、瓦林衆と一向衆に城を奪われる。（第2次）
- 瓦林衆：篠原某から城を奪う。
- 三好伊賀守：天文2年（1533年）、瓦林衆と一向衆から城を奪還する。（第3次）
- 三好長慶：三好元長の子。京を制し三好政権を樹立する。（第4次）
- 松永久秀：三好家の重臣。滝山城 (摂津国)に移る。
- 瓦林三河守：松永久秀の家臣。永禄9年（1566年）、篠原長房に城を落とされる。（第5次）
- 篠原長房：三好長慶の家臣。三好三人衆を軍事的に支援する。
- 瓦林三河守：永禄11年（1568年）、織田信長・足利義昭に味方し城を奪う。
- 篠原長房：元亀元年、越水城を奪還したが、元亀4年（1573年）、主君・三好長治に攻められ自害。（第6次）

## 城郭

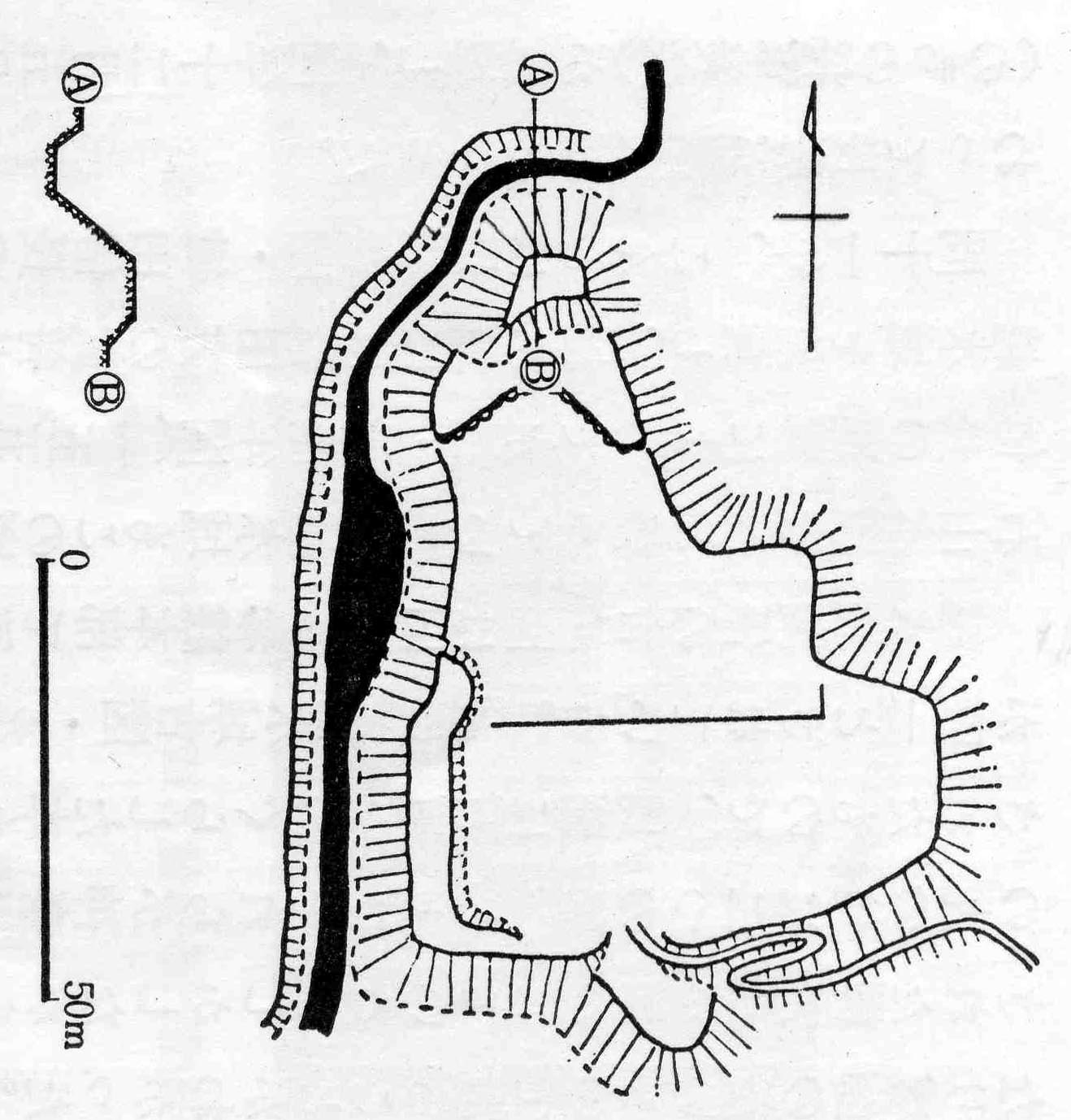
越水城古図

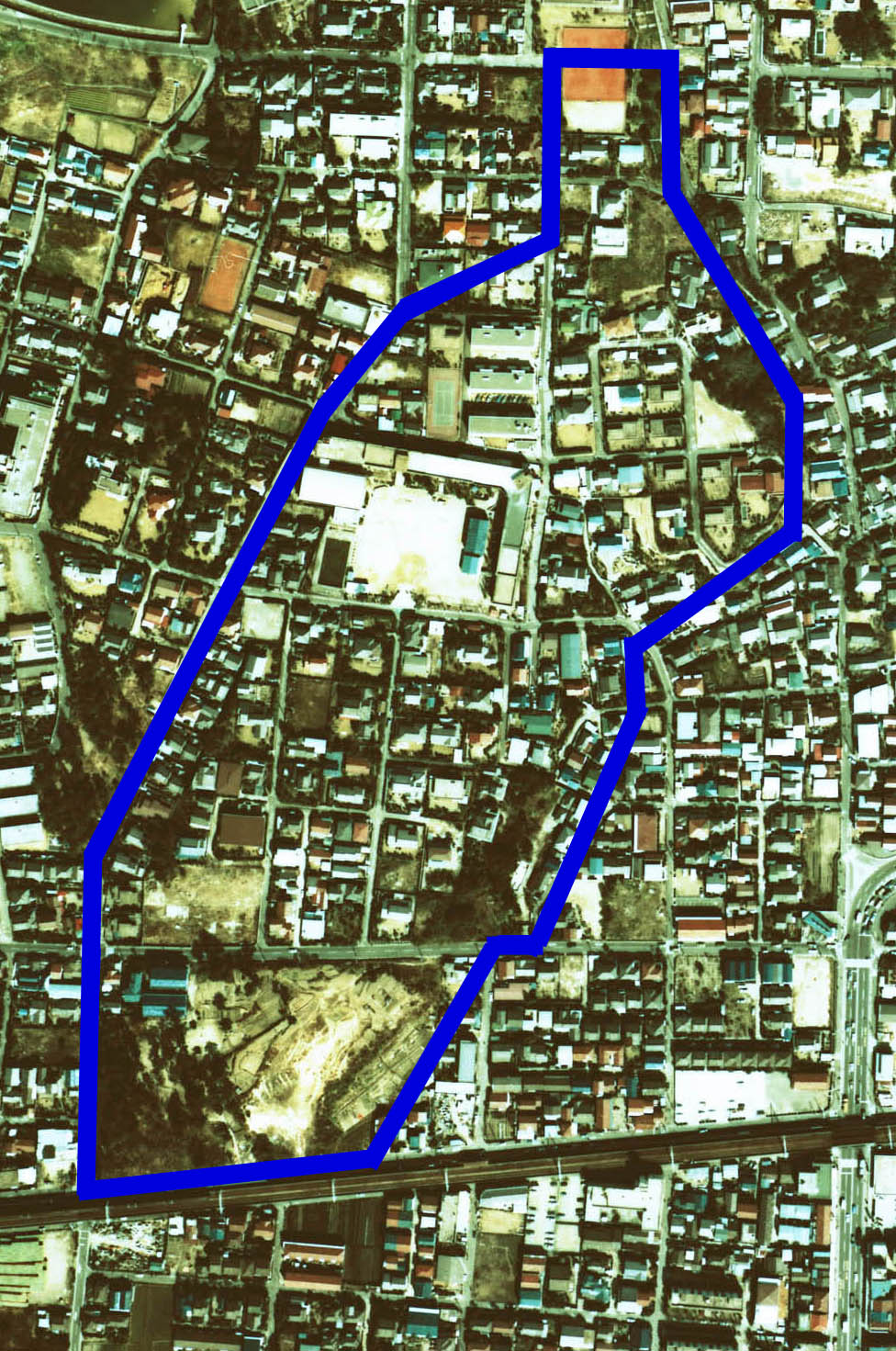
越水城推定城郭部分／1974年（昭和49年）カラー空中写真

越水城の跡地は、現在のニテコ池の南東、町名によると城山、桜谷町、満池谷町、清水町にまたがり、その範囲は南北200メートル、東西100メートルではないかと思われる。
「瓦林正頼記」によると、
- 堀
- 壁
- 土居
- 矢倉

を備え、小清水の丘に「本城」と「外城」を築城した。外城には息子の六郎四郎春綱や与力、被官を住まわした建物があった。また越水城の南に位置する当時の西宮町とは城下町のような関係にある。

### 天守の存在
伊丹氏の伊丹城は数多くの戦闘を繰り返してきた城である。天守の初見の一つと考えられている、伊丹城の天守については細川両家記に徴証が見られる。伊丹氏、瓦林氏共細川高国方で地理的にも近く、両名とも文化的関心の高かった武士であることから、城郭を美しくしたと考えられている。「越水城にも天守閣があがっていたのではないか」と指摘されている。 
また関西学院大学の永島福太郎名誉教授によると「伊丹城に天守閣があったのなら、越水城にもあったといえようし、むしろ日本の最古の天守閣の初見は越水城といえそうである」としており、越水古図の北側には天守台らしきものが確認できる。

これらのことにより瓦林正頼は当時としては大規模な城郭を築いたのではないかと考えられている。

## 越水井戸

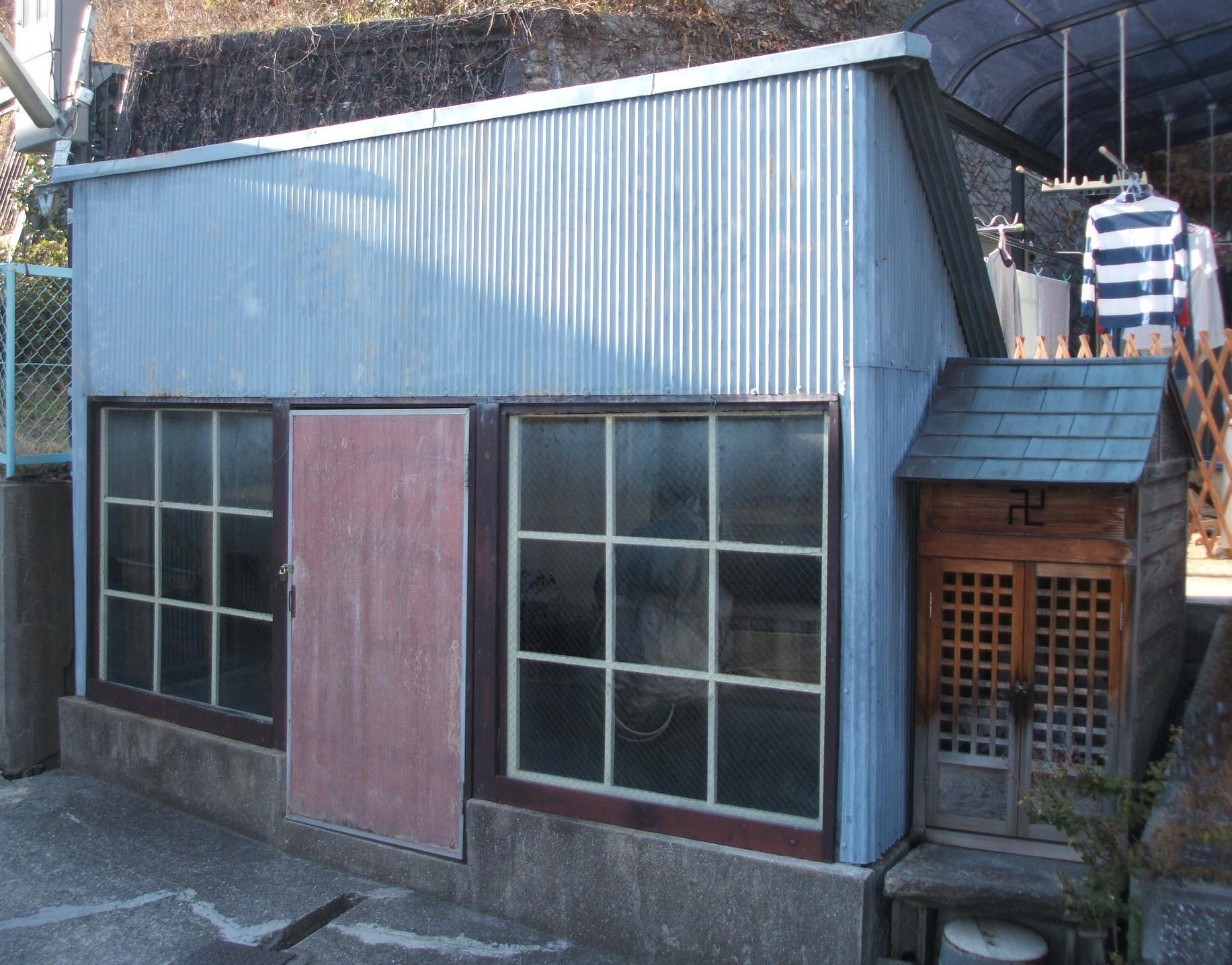
越水井戸（西所）

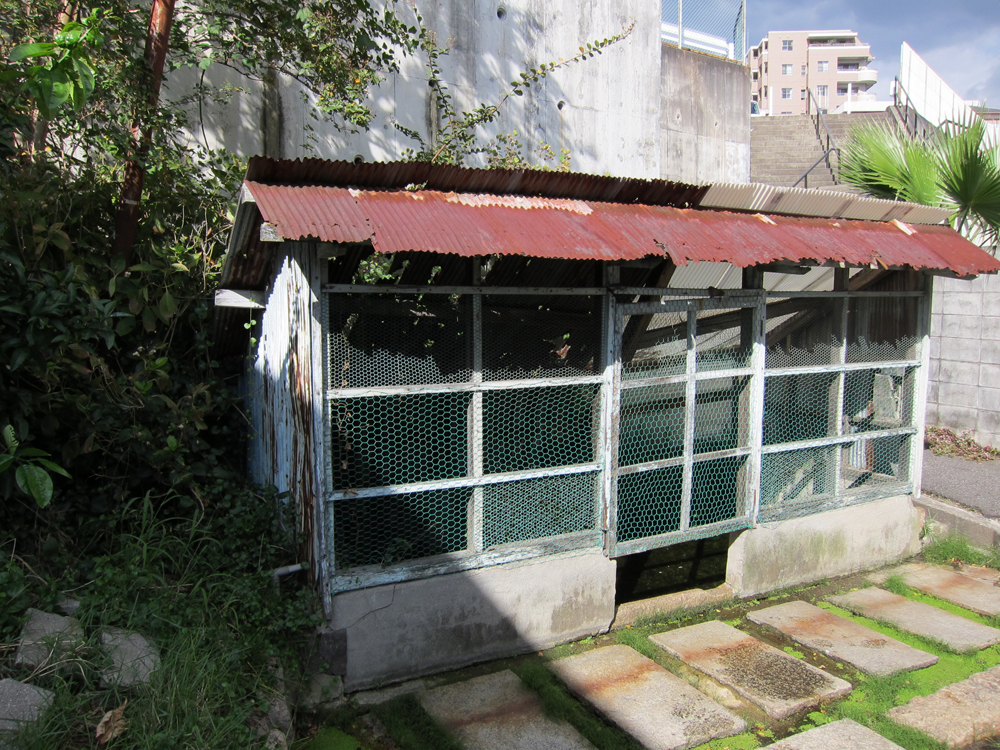
越水井戸（東所）

越水という名前は、小清水のあて字である。この地域には昔から良質の水が湧き出ていた。平安時代より西国街道を旅する人の喉をうるおしてきた。
越水の名前の言われは、この越水井戸からきている。1箇所はマンション建設の為埋められてしまったが（中所）、他の2箇所（西所、東所）は現存する。
現在、越水城跡地には住宅地、学校、公園が建設されており遺構が確認できないが、西宮市遺跡分布図によると越水城跡にこの「越水井戸」が含まれる為、越水城の井戸ではなかったかと言われている。
なお、この「越水井戸」は阪神・淡路大震災で被害を受けた人々の重要な水資源になり、周辺の苦しむ人々を助けた。

## 越水山遺跡

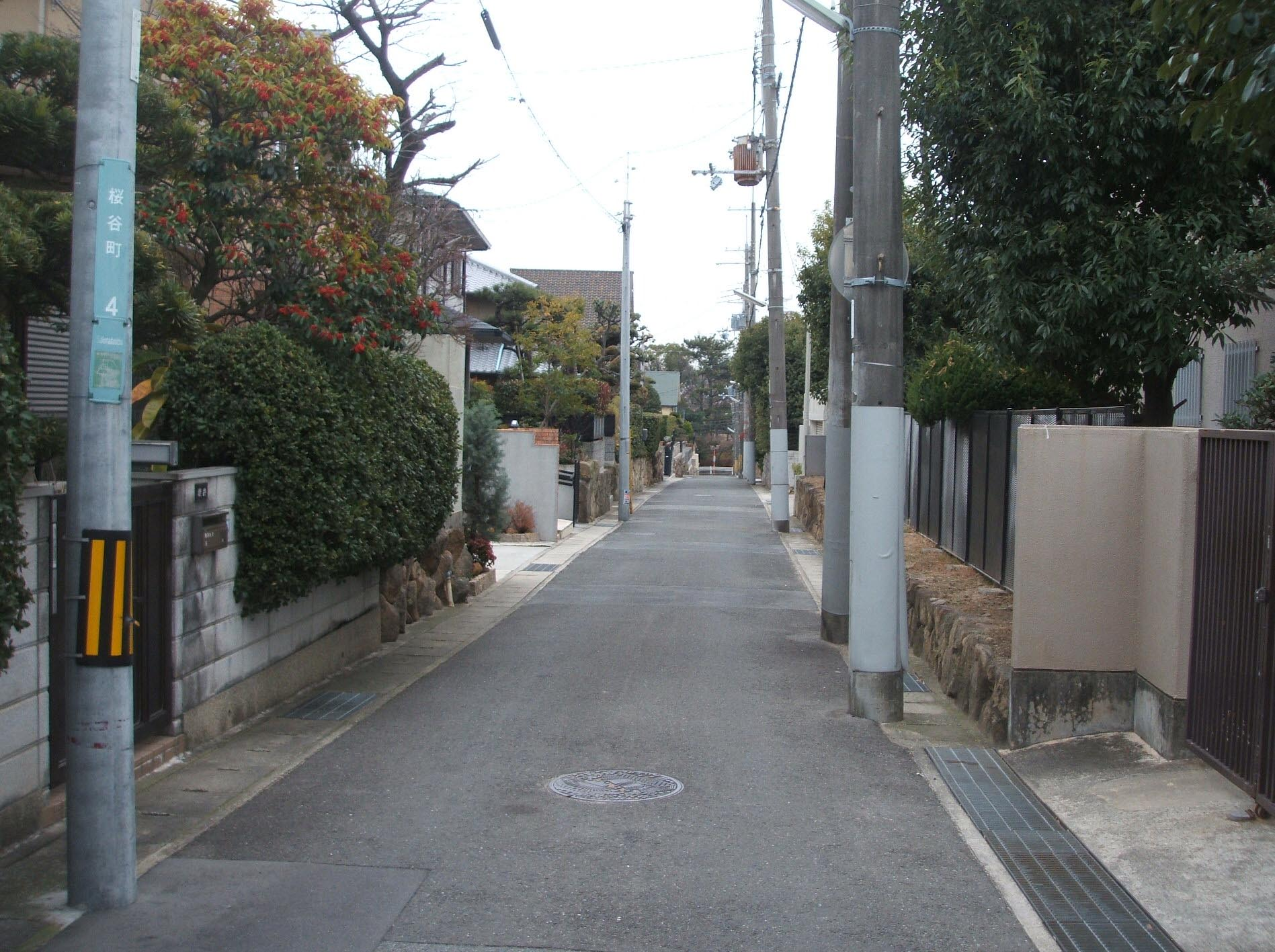
宅地化された越水城跡中心部

越水城が築城されたと言われている場所に、越水山という比高24メートルの小丘陵がある。この一帯は1955年（昭和30年）までは石積み遺構や曲輪が残っていたようであるが、同年以降、急速な宅地化が進んで越水城の遺構も消滅してしまい十分な発掘調査ができない状態になってしまった。しかしそのような状況の中、西宮市教育委員会は何度か発掘調査を実施した。
第3次発掘調査までは越水城の遺構、遺物らしきものは確認されなかったが、弥生時代から古墳時代の竪穴建物や土器が数多く出土し、越水山遺跡とも言われている。
その後大社小学校の改築工事に伴う第4次発掘調査で、東西、南北溝2条と、ある程度の規模を想像される瓦が検出された。これにより直ちに越水城のものであると断定できないが、越水山遺跡では中世期以降の遺構、遺物は第4次発掘調査が初見である。なお第4次発掘調査でも弥生土器が出土している。
| 回数          | 調査開始日                | 越水城の遺構 | 越水城の遺物   |
| ------------- | ------------------------- | ------------ | -------------- |
| 第1次発掘調査 | 1977年（昭和52年）7月16日 | 確認されず   | 検出されず     |
| 第2次発掘調査 | 1979年（昭和55年）7月21日 | 確認されず   | 検出されず     |
| 第3次発掘調査 | 1987年（昭和62年）4月15日 | 確認されず   | 検出されず     |
| 第4次発掘調査 | 1991年（平成3年）8月5日   | 掘削、溝2条  | 丸瓦、瓦器羽釜 |

現在も正確な位置が特定できない越水城だが、竪穴建物など、古代集落の上に越水城が築城され、現在は宅地化されている。

## 城跡へのアクセス
- 車でのアクセス 
  - 阪神高速道路 神戸線 武庫川出口 → 国道43号 → 国道171号
  - 近隣に駐車場は無し
- 電車でのアクセス
  - 阪急電車神戸線 夙川駅 → 徒歩15分